# Dziewice konsekrowane

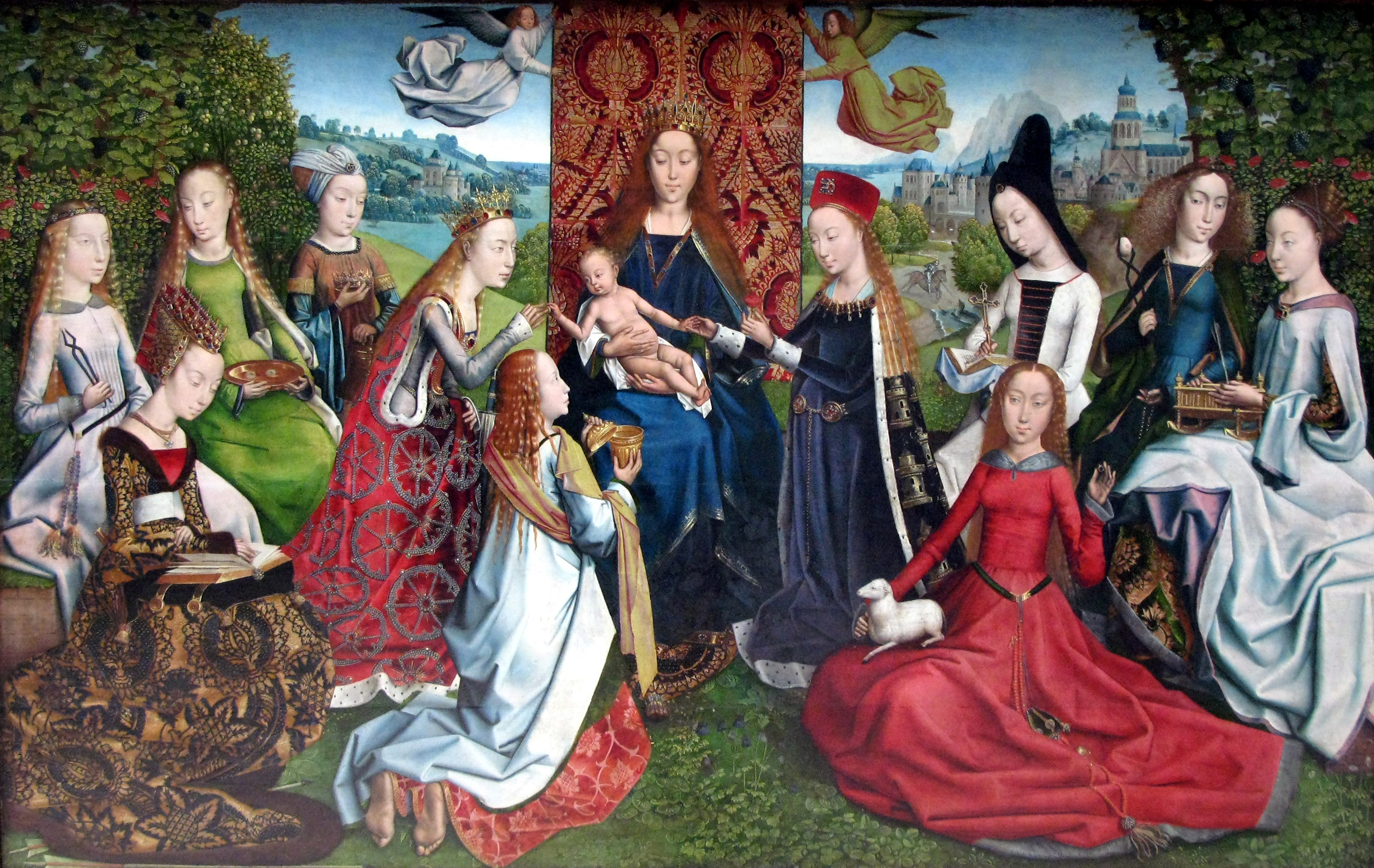
Virgo inter virgines, obraz nieznan. malarza z końca XV w. Dziewica Maria otoczona świętymi dziewicami (każda rozpoznawalna dzięki atrybutom)

Dziewice konsekrowane – w Kościele katolickim indywidualna forma życia konsekrowanego kobiet. Konsekracji udziela ordynariusz diecezji kobietom świeckim oraz mniszkom. W praktyce oznacza publiczne zobowiązanie się do zachowania dziewictwa przez całe życie, dokonane wobec biskupa. Dziewice konsekrowane żyjące w świecie nie są zobowiązane do życia wspólnego, niemniej przysługuje im prawo zrzeszania.
Definicja prawno-kanoniczna stanu dziewic ujęta jest w kan. 604 Kodeksu prawa kanonicznego:

§ 1. Do wspomnianych form życia konsekrowanego dochodzi stan dziewic, które – wyrażając święty zamiar gruntowniejszego naśladowania Chrystusa – są Bogu poświęcone przez biskupa diecezjalnego według zatwierdzonego obrzędu liturgicznego, zostają zaślubione mistycznie Chrystusowi, Synowi Bożemu, i przeznaczone na służbę Kościołowi. (Kanon 604, § 1.)

## Rys historyczny
Od początku historii chrześcijaństwa istniały w Kościele kobiety, które podejmowały życie w dobrowolnym, stałym dziewictwie. Wśród dzieł Ojców Kościoła znajdujemy wiele homilii i traktatów skierowanych do tych dziewic. O dziewicach konsekrowanych pisali pierwsi autorzy języka łacińskiego: Tertulian (ok. 155-220) i Cyprian z Kartaginy. W IV wieku dziewictwu poświęcił swe dzieło biskup Mediolanu Ambroży. Św. Hieronim bronił charyzmatu dziewictwa wobec błędów Jowiniana w polemice Adversus Jovinianum (Przeciw Jowinianowi). Do krytyki poglądów Jowiniana dołączył Augustyn z Hippony. W 401 r. napisał książkę o O świętym dziewictwie wyjaśniając ewangeliczną wartość chrześcijańskiego życia w bezżenności dla Królestwa. Podkreślał też konieczność pokory w życiu dziewic wobec podziwu i szacunku, jakim był otaczany ich stan. O dziewictwie nauczali też inni ojcowie IV wieku, jak Jan Chryzostom, Grzegorz z Nyssy, Metody z Olimpu.
W hagiografii chrześcijańskiej istnieją liczne wzmianki o przednicejskich dziewiczych męczennicach, takich jak Małgorzata z Antiochii, Agnieszka Rzymska, Eufemia z Chalcedonu i Łucja z Syrakuz.
Pierwszym znanym formalnym obrzędem konsekracji jest rytuał św. Marceliny, datowany na rok 353 r., wspomniany w De Virginibus przez jej brata, św. Ambrożego.  Inną wcześnie konsekrowaną dziewicą jest św. Genowefa z Paryża (ok. 422 – ok. 512).  Najwcześniejsze kopie obrzędu pochodzą z niektórych z najwcześniejszych sakramentarzy, jak sakramentarz Leoniński z VII wieku.
W ciągu wieków stan dziewic konsekrowanych w Kościele ustąpił miejsca zgromadzeniom zakonnym, choć nigdy nie zanikł. Jedną z takich dziewic była Katarzyna ze Sieny (1347-1380), uznawana przez Kościół katolicki za patronkę Europy.
Na mocy dekretów Soboru Laterańskiego II (1139) zaprzestano udzielania konsekracji dziewicom żyjącym w świecie.
Od Soboru Watykańskiego II stan dziewic doznaje odrodzenia w wielu Kościołach lokalnych. Odnowiony Obrzęd Konsekracji Dziewic, zatwierdzony przez papieża Pawła VI, wszedł w życie 6 stycznia 1971.
W Polsce (dane na kwiecień 2023 roku) żyje 403 dziewic konsekrowanych (Verginetki), najwięcej w diecezji krakowskiej (57), warszawskiej (36) i gdańskiej (29).
| Diecezja                         | Liczba dziewic konsekrowanych |
| -------------------------------- | ----------------------------- |
| Diecezja bydgoska                | 2                             |
| Diecezja toruńska                | 5                             |
| Diecezja świdnicka               | 3                             |
| Diecezja elbląska                | 14                            |
| Diecezja koszalińsko-kołobrzeska | 7                             |
| Diecezja legnicka                | 2                             |
| Diecezja kaliska                 | 4                             |
| Diecezja pelplińska              | 11                            |
| Diecezja tarnowska               | 5                             |
| Diecezja wrocławska              | 7                             |
| Diecezja szczecińsko-kamieńska   | 6                             |
| Diecezja zielonogórsko-gorzowska | 6                             |
| Diecezja poznańska               | 10                            |
| Diecezja gnieźnieńska            | 1                             |
| Diecezja opolska                 | 13                            |
| Diecezja włocławska              | 2                             |
| Diecezja gdańska                 | 29                            |
| Diecezja płocka                  | 4                             |
| Diecezja warszawsko-praska       | 16                            |
| Diecezja warmińska               | 14                            |
| Diecezja rzeszowska              | 6                             |
| Diecezja sandomierska            | 8                             |
| Diecezja krakowska               | 57                            |
| Diecezja katowicka               | 20                            |
| Diecezja zamojsko-lubaczowska    | 1                             |
| Diecezja lubelska                | 13                            |
| Diecezja siedlecka               | 2                             |
| Diecezja radomska                | 3                             |
| Diecezja kielecka                | 6                             |
| Diecezja sosnowiecka             | 1                             |
| Diecezja bielsko-żywiecka        | 12                            |
| Diecezja ełcka                   | 9                             |
| Diecezja łomżyńska               | 7                             |
| Diecezja białostocka             | 7                             |
| Diecezja drohiczyńska            | 1                             |
| Diecezja łowicka                 | 3                             |
| Diecezja częstochowska           | 8                             |
| Diecezja łódzka                  | 21                            |
| Diecezja gliwicka                | 9                             |
| Diecezja warszawska              | 36                            |
| Diecezja przemyska               | 13                            |
| SUMA                             | 404                           |